# Коменај
Коменај (фр. Commenailles) насеље је и општина у источној Француској у региону Франш-Конте, у департману Јура која припада префектури Доле.
По подацима из 2011. године у општини је живело 799 становника, а густина насељености је износила 37,13 становника/km². Општина се простире на површини од 21,52 km². Налази се на средњој надморској висини од 200 метара (максималној 222 m, а минималној 194 m).

## Демографија
| 1962. | 1968. | 1975. | 1982. | 1990. | 1999. | 2011. |
| ----- | ----- | ----- | ----- | ----- | ----- | ----- |
| 664   | 687   | 608   | 662   | 688   | 720   | 799   |

График промене броја становника у току последњих година